# L'uomo d'oro/Perdono
L'uomo d'oro/Perdono è il quarto singolo di Caterina Caselli, pubblicato nel 1966.

## Tracce
1. L'uomo d'oro – 2:31 (testo: Daniele Pace – musica: Alceo Guatelli e Mario Panzeri)
2. Perdono – 2:55 (testo: Mogol – musica: Piero Soffici)

## Descrizione
Il brano sul lato A, L'uomo d'oro, scritto da Daniele Pace per il testo e da Alceo Guatelli e Mario Panzeri per la musica, partecipa a Un disco per l'estate 1966, classificandosi al quarto posto.
Perdono, scritta da Mogol per il testo e da Piero Soffici per la musica, partecipò e vinse il Festivalbar 1966; esiste una versione strumentale del fisarmonicista Peppino Principe, inserita nell'album Per voi giovani "I più grandi successi mondiali" - Beat (Capitan, 83).
Entrambi i brani, per la Caselli, sono arrangiati da Gianfranco Monaldi.

## Accoglienza
| Classifica (1966) | Posizione settimanale | Posizione annuale | Artista          |
| ----------------- | --------------------- | ----------------- | ---------------- |
| Italia            | 8                     | 25                | Caterina Caselli |